# Alexandra Eyer
Alexandra Eyer (* 1981 Švýcarsko) je bývalá švýcarská reprezentantka a mistryně Švýcarska ve sportovním lezení.
V celkovém hodnocení světového poháru získala v roce 2004 bronzovou medaili za lezení na obtížnost (o místo se podělila se Slovinkou Natalijí Grosovou) a v kombinaci (obtížnost + bouldering). Před Alexandrou získala dvě stříbrné medaile (v lezení na obtížnost) jen Švýcarka Susi Good a po roce 2004 pouze muži.
Na stupních vítězů stála také na Mistrovství světa juniorů a dvakrát při celkovém vyhlášení Evropského poháru juniorů.

## Výkony a ocenění
- sedm nominací na prestižní mezinárodní závody Rock Master v italském Arcu

### Závodní výsledky
| Arco Rock Master | Arco Rock Master | Arco Rock Master | Arco Rock Master | Arco Rock Master | Arco Rock Master | Arco Rock Master | Arco Rock Master |
| Rok              | 2003             | 2004             | 2005             | 2007             | 2009             | 2010             | 2011             |
| ---------------- | ---------------- | ---------------- | ---------------- | ---------------- | ---------------- | ---------------- | ---------------- |
| Obtížnost        | 4                | 4                | 8                | 11               | 10               | 4                | —                |
| Bouldering       | —                | —                | —                | —                | —                | 13               | —                |
| Duel             | —                | —                | —                | —                | —                | —                | 15               |

| Mistrovství světa | Mistrovství světa | Mistrovství světa | Mistrovství světa | Mistrovství světa | Mistrovství světa | Mistrovství světa | Mistrovství světa |
| Rok               | 2001              | 2003              | 2005              | 2007              | 2009              | 2011              | 2012              |
| ----------------- | ----------------- | ----------------- | ----------------- | ----------------- | ----------------- | ----------------- | ----------------- |
| Obtížnost         | 19                | 5                 | 11-20             | 12-13             | 12                | 9                 | 29-30             |
| Rychlost          | —                 | —                 | —                 | —                 | 16                | 51                | —                 |
| Bouldering        | —                 | —                 | 26                | 24                | 27                | 20                | 25-26             |

| Světový pohár (nalevo jsou poslední závody v roce) | Světový pohár (nalevo jsou poslední závody v roce) | Světový pohár (nalevo jsou poslední závody v roce) | Světový pohár (nalevo jsou poslední závody v roce) | Světový pohár (nalevo jsou poslední závody v roce) | Světový pohár (nalevo jsou poslední závody v roce) | Světový pohár (nalevo jsou poslední závody v roce) | Světový pohár (nalevo jsou poslední závody v roce) | Světový pohár (nalevo jsou poslední závody v roce) | Světový pohár (nalevo jsou poslední závody v roce) | Světový pohár (nalevo jsou poslední závody v roce) | Světový pohár (nalevo jsou poslední závody v roce) | Světový pohár (nalevo jsou poslední závody v roce) | Světový pohár (nalevo jsou poslední závody v roce) | Světový pohár (nalevo jsou poslední závody v roce) | Světový pohár (nalevo jsou poslední závody v roce) |
| Rok                                                | 2004                                               | 2004                                               | 2004                                               | 2004                                               | 2004                                               | 2004                                               | 2004                                               | 2004                                               | 2004                                               | 2004                                               | 2004                                               | 2009                                               | 2010                                               | 2011                                               | 2012                                               |
| -------------------------------------------------- | -------------------------------------------------- | -------------------------------------------------- | -------------------------------------------------- | -------------------------------------------------- | -------------------------------------------------- | -------------------------------------------------- | -------------------------------------------------- | -------------------------------------------------- | -------------------------------------------------- | -------------------------------------------------- | -------------------------------------------------- | -------------------------------------------------- | -------------------------------------------------- | -------------------------------------------------- | -------------------------------------------------- |
| Obtížnost                                          |                                                    |                                                    |                                                    |                                                    |                                                    |                                                    |                                                    |                                                    |                                                    |                                                    | 3-4                                                |                                                    |                                                    | 9                                                  |                                                    |
| jednotlivě                                         |                                                    |                                                    |                                                    |                                                    |                                                    |                                                    |                                                    |                                                    |                                                    |                                                    | 7,,8, · ,9,5-6, · ,12,19                           |                                                    |                                                    | 20                                                 |                                                    |
|                                                    |                                                    |                                                    |                                                    |                                                    |                                                    |                                                    |                                                    |                                                    |                                                    |                                                    |                                                    |                                                    |                                                    |                                                    |                                                    |
| Bouldering                                         |                                                    |                                                    |                                                    |                                                    |                                                    |                                                    |                                                    |                                                    |                                                    |                                                    | 33-34                                              |                                                    |                                                    |                                                    |                                                    |
| jednotlivě                                         |                                                    |                                                    |                                                    |                                                    |                                                    |                                                    |                                                    |                                                    |                                                    |                                                    | -,12,-, -,-,-                                      |                                                    |                                                    |                                                    |                                                    |
|                                                    |                                                    |                                                    |                                                    |                                                    |                                                    |                                                    |                                                    |                                                    |                                                    |                                                    |                                                    |                                                    |                                                    |                                                    |                                                    |
| Kombinace                                          |                                                    |                                                    |                                                    |                                                    |                                                    |                                                    |                                                    |                                                    |                                                    |                                                    | 3                                                  |                                                    |                                                    |                                                    |                                                    |

| Mistrovství Evropy | Mistrovství Evropy |
| Rok                | 2010               |
| ------------------ | ------------------ |
| Obtížnost          | 5                  |
| Rychlost           | 19                 |
| Bouldering         | 17-18              |

| Mistrovství světa juniorů | Mistrovství světa juniorů |
| Rok                       | 1999 juniorky             |
| ------------------------- | ------------------------- |
| Obtížnost                 | 3                         |

| Evropský pohár juniorů (nalevo jsou poslední závody v roce) | Evropský pohár juniorů (nalevo jsou poslední závody v roce) | Evropský pohár juniorů (nalevo jsou poslední závody v roce) |
| Rok                                                         | 1998 kat A                                                  | 2000 juniorky                                               |
| ----------------------------------------------------------- | ----------------------------------------------------------- | ----------------------------------------------------------- |
| Obtížnost                                                   | 2                                                           | 2                                                           |
| jednotlivě                                                  |                                                             |                                                             |